# Мамијано (Парма)
Мамијано је насеље у Италији у округу Парма, региону Емилија-Ромања.
Према процени из 2011. у насељу је живело 635 становника. Насеље се налази на надморској висини од 160 м.